# Unione Sportiva Catanzaro 1998-1999
Questa pagina raccoglie le informazioni riguardanti l'Unione Sportiva Catanzaro nelle competizioni ufficiali della stagione 1998-1999.

## Stagione
Nella stagione 1998-1999 il Catanzaro disputa il girone C del campionato di Serie C2, raccoglie 53 punti, che valgono il terzo posto finale. Sale direttamente in Serie C1 il Catania. Nei Play-off il Catanzaro perde la doppia semifinale con il Benevento, che poi vince anche la finale con il Messina, e sale di categoria come seconda. La squadra giallorossa allenata da Juan Carlos Morrone ottiene 30 punti nel girone di andata, poi nel girone di ritorno raccoglie solo 23 punti, perdendo qualche posizione. Nel momento decisivo dei Play-off, non riesce a superare l'ostacolo Benevento. Nella Coppa Italia di Serie C disputa il girone Q di qualificazione, che ha promosso ai sedicesimi di finale il Messina.

## Rosa
| N. |                   | Ruolo | Calciatore          |
| -- | ----------------- | ----- | ------------------- |
|    | Italia (bandiera) | D     | Nicola Ascoli       |
|    | Italia (bandiera) | D     | Cristiano Babuin    |
|    | Italia (bandiera) | A     | Giuseppe Barrucci   |
|    | Italia (bandiera) | A     | Mauro Basilico      |
|    | Italia (bandiera) | D     | Fabio Battafarano   |
|    | Italia (bandiera) | C     | Giuseppe Benincasa  |
|    | Italia (bandiera) | C     | Vincenzo Bevo       |
|    | Italia (bandiera) | C     | Antongiulio Bonacci |
|    | Italia (bandiera) | P     | Daniele Cerretti    |
|    | Italia (bandiera) | D     | Marco Ciardiello    |
|    | Italia (bandiera) | A     | Gianfranco Criniti  |
|    | Italia (bandiera) | D     | Pietro De Sensi     |

| N. |                       | Ruolo | Calciatore           |
| -- | --------------------- | ----- | -------------------- |
|    | Italia (bandiera)     | D     | Alessio Di Bisceglie |
|    | Italia (bandiera)     | C     | Carmine Di Napoli    |
|    | Italia (bandiera)     | C     | Angelo Gaggione      |
|    | Italia (bandiera)     | D     | Nicola Losacco       |
|    | Italia (bandiera)     | C     | Massimo Mariotto     |
|    | Italia (bandiera)     | C     | Massimo Marsich      |
|    | Italia (bandiera)     | A     | Giuseppe Morfù       |
|    | Italia (bandiera)     | C     | Graziano Nocera      |
|    | Italia (bandiera)     | D     | Marco Pisano         |
|    | Italia (bandiera)     | D     | Giuseppe Sanfratello |
|    | San Marino (bandiera) | A     | Andy Selva           |

## Risultati

### Serie C2 - girone C

#### Girone di andata
| Arbitro: | Ciccoianni (Ascoli Piceno) |

|              |           |             |
| Centrone 81’ | Marcatori | 28’ Marsich |

| Arbitro: | Ioseffi (Siena) |

|             |           |           |
| Marsich 53’ | Marcatori | 4’ Brutto |

| Arbitro: | Nigro (Torre del Greco) |

|            |           |          |
| Di Dio 12’ | Marcatori | 5’ Selva |

| Arbitro: | Urbano (Carbonia) |

|                                     |           |  |
| Bonacci 17’ Marsich 78’ Criniti 84’ | Marcatori |  |

| Arbitro: | Papini (Perugia) |

|  |           |             |
|  | Marcatori | 61’ Marsich |

| Catanzaro 10 ottobre 1998 6ª giornata | Catanzaro        | 0 – 0 | Frosinone | Stadio Nicola Ceravolo\| Arbitro: \| Lucenti (Mestre) \| |
| Arbitro:                              | Lucenti (Mestre) |       |           |                                                          |

| Arbitro: | Dattilo (Locri) |

|            |           |                        |
| Torino 84’ | Marcatori | 3’ Criniti 85’ Marsich |

| Arbitro: | Porretta (Palermo) |

|          |           |  |
| Selva 9’ | Marcatori |  |

| Arbitro: | Ledda (Alghero) |

|           |           |                  |
| Perna 41’ | Marcatori | 27’ (rig.) Selva |

| Casarano 8 novembre 1998 10ª giornata | Casarano       | 0 – 0 | Catanzaro | Stadio Giuseppe Capozza\| Arbitro: \| Ferone (Terni) \| |
| Arbitro:                              | Ferone (Terni) |       |           |                                                         |

| Catanzaro 22 novembre 1998 11ª giornata | Catanzaro      | 0 – 0 | Cavese | Stadio Nicola Ceravolo\| Arbitro: \| Zenere (Schio) \| |
| Arbitro:                                | Zenere (Schio) |       |        |                                                        |

| Arbitro: | Lecci (Varese) |

|                       |           |                            |
| G. Ferrara 31’ (rig.) | Marcatori | 45’ Ciardiello 79’ Criniti |

| Catanzaro 6 dicembre 1998 13ª giornata | Catanzaro           | 0 – 0 | Nardò | Stadio Nicola Ceravolo\| Arbitro: \| Cavallaro (Legnago) \| |
| Arbitro:                               | Cavallaro (Legnago) |       |       |                                                             |

| Arbitro: | Lucenti (Mestre) |

|                                         |           |  |
| Marsich 40’ Bevo 76’ Criniti 81’, 90+1’ | Marcatori |  |

| Arbitro: | Battistella (Conegliano) |

|                                              |           |           |
| De Carolis 23’ Dell'Oglio 38’ Rizzioli 45+1’ | Marcatori | 78’ Morfù |

| Arbitro: | Ciampi (Pisa) |

|             |           |  |
| Marsich 55’ | Marcatori |  |

| Arbitro: | Gazzi (Torino) |

|               |           |              |
| De Cresce 28’ | Marcatori | 11’ Gaccione |

#### Girone di ritorno
| Arbitro: | Cruciani (Pesaro) |

|             |           |  |
| Criniti 87’ | Marcatori |  |

| Catania 17 gennaio 1999 19ª giornata | Catania        | 0 – 0 | Catanzaro | Stadio Cibali\| Arbitro: \| Lecci (Varese) \| |
| Arbitro:                             | Lecci (Varese) |       |           |                                               |

| Catanzaro 24 gennaio 1999 20ª giornata | Catanzaro       | 0 – 0 | Terranova | Stadio Nicola Ceravolo\| Arbitro: \| Manari (Teramo) \| |
| Arbitro:                               | Manari (Teramo) |       |           |                                                         |

| Arbitro: | Zaltron (Bassano del Grappa) |

|  |           |                        |
|  | Marcatori | 21’ Marsich 45’ Ascoli |

| Arbitro: | Ferrari (Roma) |

|  |           |            |
|  | Marcatori | 19’ Pisani |

| Frosinone 14 febbraio 1999 23ª giornata | Frosinone      | 0 – 0 | Catanzaro | Stadio Comunale\| Arbitro: \| Pieri (Genova) \| |
| Arbitro:                                | Pieri (Genova) |       |           |                                                 |

| Arbitro: | Monari (Teramo) |

|             |           |                         |
| Marsich 51’ | Marcatori | 28’ Del Nevo 34’ Torino |

| Arbitro: | Calcagno (Nichelino) |

|               |           |          |
| Pistolesi 54’ | Marcatori | 71’ Bevo |

| Arbitro: | Zaltron (Bassano del Grappa) |

|                                       |           |  |
| Marsich 15’ Bevo 35’ C. Di Napoli 80’ | Marcatori |  |

| Arbitro: | Ferone (Terni) |

|                |           |            |
| Ciardiello 76’ | Marcatori | 12’ De Sio |

| Arbitro: | Ardito (Bari) |

|            |           |                       |
| Spilli 80’ | Marcatori | 31’ (aut.) Chiappetta |

| Arbitro: | Gazzi (Torino) |

|          |           |                                  |
| Bevo 55’ | Marcatori | 42’ O. Barone 81’ (rig.) Suriano |

| Arbitro: | Ioseffi (Siena) |

|                                 |           |  |
| Zizzariello 73’ Vantaggiato 88’ | Marcatori |  |

| Castrovillari 25 aprile 1999 31ª giornata | Castrovillari   | 0 – 0 | Catanzaro | Stadio Mimmo Rende\| Arbitro: \| Maselli (Lucca) \| |
| Arbitro:                                  | Maselli (Lucca) |       |           |                                                     |

| Arbitro: | Semeraro (Taranto) |

|                    |           |  |
| Bevo 27’ Selva 54’ | Marcatori |  |

| Benevento 9 maggio 33ª giornata | Benevento       | 0 – 0 | Catanzaro | Stadio Santa Colomba\| Arbitro: \| Ledda (Alghero) \| |
| Arbitro:                        | Ledda (Alghero) |       |           |                                                       |

| Arbitro: | Ferone (Terni) |

|                    |           |  |
| Marsich 65’ (rig.) | Marcatori |  |

### Play-off

#### Semifinale
| Arbitro: | Pieri (Genova) |

|                             |           |            |
| Petitto 36’ Bertuccelli 41’ | Marcatori | 7’ Bonacci |

| Arbitro: | Dondarini (Finale Emilia) |

|           |           |           |
| Selva 87’ | Marcatori | 67’ Campo |

### Coppa Italia di Serie C

#### Girone Q
| Arbitro: | Strocchia (Nola) |

|                  |           |             |
| Selva 13’ (rig.) | Marcatori | 7’ Fialdini |

| Acireale 26 agosto 1998 2ª giornata | Acireale                    | 0 – 0 | Catanzaro | Stadio Tupparello\| Arbitro: \| Ambrosino (Torre del Greco) \| |
| Arbitro:                            | Ambrosino (Torre del Greco) |       |           |                                                                |

| Arbitro: | Porretta (Palermo) |

|             |           |                         |
| Marsich 58’ | Marcatori | 41’ Tardivo 44’ Trocini |

| Arbitro: | Alario (Civitavecchia) |

|                                              |           |  |
| Torino 21’, 23’ Criaco 25’ (rig.) Corona 73’ | Marcatori |  |

| 23 settembre 1998 5ª giornata |  | – Turno di riposo Catanzaro |  |  |